# Karlmann Pachschmidt
Karlmann Pachschmidt OSB (auch: Carlmann; * 27. August 1700 in Eisenstadt; † 8. März 1734 in Wien; eigentlich Paul Joseph Pachschmidt) war ein österreichischer Benediktiner und Komponist.

## Leben
Pachschmidt war der Sohn eines in Diensten des Fürsten Esterházy stehenden Trompeters, Zahlmeisters und Pächters des sich in fürstlichem Besitz befindlichen Gasthauses Zum Goldenen Greifen. Möglicherweise erhielt er seine musikalische Ausbildung bei Johann Joseph Fux. 1721 trat er in das Wiener Schottenstift ein, im Jahr darauf legte er dort seine Profess ab. Am 21. September 1723 wurde er zum Priester geweiht. Ab 1725 war er in Nachfolge von Mathias Öttl (1675–1725) Kapellmeister und Regenschori des Stiftes. 
Von seinem Schaffen sind mehr als 40 Werke erhalten, zumeist als Autographe im Musikarchiv des Schottenstifts. Darunter befinden sich überwiegend kirchenmusikalische Kompositionen, aber auch Schuldramen, höfische Unterhaltungsmusik und eine Sinfonie. Seine Werke wurden bis ins 19. Jahrhundert hinein aufgeführt.

## Werke (Auswahl)
- Missa Quovis non vulneror ictu in C-Dur (1725).
- Missa Sancti Carolomanni in C-Dur (1726).
- Missa Sancti Johannis Evangelistae in C-Dur (um 1726/1727)
- Missa Quoniam Tu solus Dominus in C-Dur (1728).
- Missa Solemnis Sancti Caroli Borromaei (Missa Thomistica) in C-Dur (1733).
- Missa Filii in honorem Patris in C-Dur.
- 3 Requien in c-Moll, c-Moll und g-Moll.
- 3 Dies irae in c-Moll, Es-Dur und B-Dur.
- Introitus de Resurrectione Domini Nostri Jesu Christi in C-Dur (1721).
- Introitus De Immaculata Conceptione in d-Moll.
- Introitus In Festo S. Caroli Boromaei in a-Moll.
- Motetto Pro Defunctis in B-Dur (1728).
- Motetto Israelite jubilate in B-Dur (1732).
- 2 Stabat Mater in g-Moll und d-Moll (1732).
- Completorium Monasticum (1732).
- Litania della Madonna Santissima in B-Dur (1733).
- 2 Regina Caeli in F-Dur und G-Dur (1733).
- 4 Ave Regina Caelorum B-Dur (1732), d-Moll (1732), G-Dur (1734) und F-Dur (1734).
- Alma Redemptoris Mater in g-Moll (1734).
- Hymnus Te lucis in B-Dur (1732).
- Dixit Dominus in C-Dur (1734).
- Sinfonia in B-Dur (1728).